# Shinichi Mochizuki
Shinichi Mochizuki (japonès: 望月新一)  (Tòquio, 29 de març de 1969) és un matemàtic japonès especialitzat en teoria de nombres i geometria.

## Biografia

### Primers anys
Quan Shinichi Mochizuki tenia cinc anys la seva família es va mudar a Nova York, Estats Units. Allà, va anar a Phillips Exeter Academy on es va graduar el 1985. Va entrar a la Universitat de Princeton amb 16 anys i es va graduar amb honors de salutatorian el 1988. Va obtenir el títol doctorat en matemàtiques a la mateixa universitat el 1992 sota la direcció de Gerd Faltings. Tot seguit va anar-se'n al Research Institute for Mathematical Sciences de la Universitat de Kyoto el mateix any, on el van anomenar professor el 2002.

### Carrera
Mochizuki va demostrar la conjectura Grothendieck en geometria anabeliana el 1996. Va ser ponent invitat al Congrés Internacional de Matemàtics l'any 1998. Durant el període 2000 - 2008 va descobrir diverses noves teories, incloent els frobenioides, geometria mono-anabeliana i la teoria de la funció etale theta per paquets de línies de les corbes de Tate.
El 30 d'agost de 2012, va publicar quatre esborranys, sumant prop de 500 pàgines en total, on desenvolupa la teoria anomenada Inter-universal Teichmüller (IUT) i l'aplica per provar diversos problemes oberts en teoria de nombres. Aquests problemes inclouen la conjectura forta de Szpiro, la conjectura hiperbòlica Vojta i la conjectura abc. A causa de la innovació de la teoria i la dificultat dels matemàtics per estudiar-la, la IUT ha atret força interès mediàtic.
Ted Nelso, el maig de 2013 va declarar que Mochizuki és la persona sota el pseudònim Satoshi Nakamoto, el suposat creador de la criptomoneda Bitcoin. Aquesta afirmació, Mochizuki no l'ha confirmat ni desmentit.

## Publicacions
- Mochizuki, Shinichi (1997), "A Version of the Grothendieck Conjecture for p-adic Local Fields" (PDF), The International Journal of Mathematics, singapore: World Scientific Pub. Co., 8 (3): 499–506, ISSN 0129-167X

- Mochizuki, Shinichi (1998), "Proceedings of the International Congress of Mathematicians, Vol. II (Berlin, 1998) Arxivat 2016-03-03 a Wayback Machine.", Documenta Mathematica: 187–196, ISSN 1431-0635, MR 1648069
- Mochizuki, Shinichi (1999), "Foundations of p-adic Teichmüller theory", AMS/IP Studies in Advanced Mathematics, 11, Providence, R.I.: American Mathematical Society, ISBN 978-0-8218-1190-0, MR 1700772

### Sobre teoria Inter-universal Teichmüller
- Mochizuki, Shinichi (2011), "Inter-universal Teichmüller Theory: A Progress Report", Development of Galois–Teichmüller Theory and Anabelian Geometry Arxivat 2016-06-16 a Wayback Machine. (PDF), The 3rd Mathematical Society of Japan, Seasonal Institute.
- Mochizuki, Shinichi (2012a), Inter-universal Teichmuller Theory I: Construction of Hodge Theaters (PDF).
- Mochizuki, Shinichi (2012b), Inter-universal Teichmuller Theory II: Hodge–Arakelov-theoretic Evaluation (PDF).
- Mochizuki, Shinichi (2012c), Inter-universal Teichmuller Theory III: Canonical Splittings of the Log-theta-lattice (PDF).
- Mochizuki, Shinichi (2012d), Inter-universal Teichmuller Theory IV: Log-volume Computations and Set-theoretic Foundations (PDF).